# ديفيد سوريا يوشيناري
ديفيد سوريا يوشيناري (بالإسبانية: David Soria)‏ هو لاعب كرة قدم ومدرب كرة قدم بيروفي في مركز الوسط، ولد في 18 سبتمبر 1977 في ليما في بيرو. شارك مع منتخب بيرو لكرة القدم. أما مع النوادي، فقد لعب مع سبورتينغ كريستال وكورونل بولوجنسي وهوكايدو كونسادول سابورو.

## وصلات خارجية
- ديفيد سوريا يوشيناري على موقع قاعدة بيانات كرة القدم.إي يو (الإنجليزية)
- ديفيد سوريا يوشيناري على موقع ناشيونال فوتبول تيمز (الإنجليزية)